# 查氏小銀漢魚
查氏小銀漢魚，為輻鰭魚綱銀漢魚目擬銀漢魚科的其中一種，分布於中美洲巴拿馬及哥斯大黎加淡水、半鹹水及海域，為熱帶魚類，體長可達9公分，棲息在表層水域，成群活動，以藻類、昆蟲等為食，生活習性不明。